# Futbol'nyj Klub Kremin' Kremenčuk
Il Futbol'nyj Klub Kremin' Kremenčuk' (in ucraino Футбольний клуб Кремінь Кременчук?, traslitterazione anglosassone FK Kremin Kremenchuk), è una società calcistica ucraina con sede nella città di Kremenčuk. Milita nella Perša Liha, la seconda serie del campionato ucraino.
Fondato nel 1959, disputa le partite interne nello Stadio Kremin' di Kremenčuk, impianto da 1.500 posti.
Ha militato per sei stagioni nella massima serie ucraina.

## Palmarès

### Competizioni nazionali
- Druha Liha: 1

2018-2019

### Altri piazzamenti
- Coppa d'Ucraina:

Semifinalista: 1995-1996

## Organico

### Rosa 2020-2021
| N. |                    | Ruolo | Calciatore         |
| -- | ------------------ | ----- | ------------------ |
| 1  | Ucraina (bandiera) | P     | Andriy Oliynyk     |
| 2  | Ucraina (bandiera) | D     | Bohdan Bychkov     |
| 5  | Brasile (bandiera) | D     | Antonio Santos     |
| 7  | Ucraina (bandiera) | C     | Yevhen Murashov    |
| 10 | Ucraina (bandiera) | C     | Serhiy Bilous      |
| 11 | Ucraina (bandiera) | C     | Oleksandr Kryvenko |
| 17 | Ucraina (bandiera) | D     | Valeriy Kureleh    |

| N. |                    | Ruolo | Calciatore        |
| -- | ------------------ | ----- | ----------------- |
| 18 | Ucraina (bandiera) | D     | Oleksandr Holovko |
| 19 | Ucraina (bandiera) | C     | Vladyslav Molko   |
| 22 | Ucraina (bandiera) | D     | Pavlo Myahkov     |
| 44 | Ucraina (bandiera) | P     | Roman Dankovych   |
| 80 | Brasile (bandiera) | C     | Luiz Fernando     |
| 98 | Ucraina (bandiera) | C     | Oleksiy Helovani  |